# Stegonotus iridis
Stegonotus iridis — вид змій родини полозових (Colubridae). Ендемік Індонезії. Описаний у 2017 році.

## Поширення і екологія
Stegonotus iridis мешкають на островах Батанта, Салаваті і Вайгео в архіпелазі Раджа-Ампат. Вони живуть в лісовій підстилці вологих тропічних лісів, трапляються в садах. Зустрічаються на висоті до 100 м над рівнем моря. Ведуть нічний спосіб життя.